# Mara (film)
Pour les articles homonymes, voir Mara.
Pour plus de détails, voir Fiche technique et Distribution.
Mara est un film d'horreur américain réalisé par Clive Tonge, sorti en 2018.

## Synopsis
Kate Fuller (Olga Kurylenko) psychologue criminelle, est chargée par le détective McCarthy (Lance E. Nichols) d'enquêter sur la mort d'un homme qui semble avoir été étranglé dans son sommeil par Helena (Rosie Fellner), son épouse. Mais Sophie, leur fille, témoin du meurtre, raconte à Kate qu'un démon nommé Mara l'a tué. Ce dernier s'incrusterait dans les esprits des personnes victimes de paralysie du sommeil : lorsqu'elles s'endorment, elles sont paralysées et attaquées par cette créature surnaturelle. Très vite, lors de son sommeil, Kate ressent les mêmes symptômes pétrifiants que toutes les victimes, ce qui la pousse à percer rapidement ce mystère avant de tomber de fatigue et d'être tuée par Mara.

## Fiche technique
- Titre original et français : Mara
- Réalisation : Clive Tonge
- Scénario : Jonathan Frank
- Montage : Ed Marx, Jessica N. Kehrhahn et Scott Mann
- Musique : James Edward Barker
- Photographie : Emil Topuzov
- Production : Steven Schneider, Scott Mann, James Edward Barker, Myles Nestel, Craig Chapman, Jake Shapiro, Daniel Grodnik et Mary Aloe
- Sociétés de production : Moon River Studios, Mann Made Films, A Brighter Headache, The Solution Entertainment Group et 120dB Films
- Société de distribution : Saban Entertainment
- Pays d'origine :  États-Unis
- Langue originale : anglais
- Format : couleur
- Genre : horreur
- Durée : 98 minutes
- Dates de sortie : 
  -  États-Unis : 7 septembre 2018
  -  France : 23 mai 2019 (DVD)

## Distribution
- Olga Kurylenko (VFB : Sophie Frison) : Kate Fuller, psychologue criminelle
- Lance E. Nichols (VFB : Philippe Résimont) : l'inspecteur McCarthy
- Javier Botet : Mara, créature démoniaque
- Rosie Fellner (VFB : Claire Tefnin) : Helena
- Craig Conway (VFB : Erwin Grünspan) : Dougie
- Mackenzie Imsand (VFB : Bérénice Loveniers) : Sophie, fille d'Helena
- Mitch Eakins (VFB : Sébastien Hébrant) : Dr Ellis
- Jacob Grodnik : Josh
- Melissa Bolona (en) (VFB : Sophie Pyronnet) : Carly
- Marcus W. Weathersby : Saul